# Región de los Saltos y Cascadas
La región de los Saltos y Cascadas es un entorno natural situado en el centro este de la provincia de Misiones, Argentina comprendiendo localidades como Aristóbulo del Valle, El Soberbio, San Vicente, Colonia Aurora, Dos de Mayo, 25 de Mayo y Alba Posse. Esta región está entrelazada por arroyos que antes de desembocar en los ríos forman grandes caídas.

## Las Sendas de Mbororé
El arroyo Mbocay es un pequeño curso de agua ubicado en la provincia de Misiones, Argentina perteneciente a la cuenca hidrográfica del río Paraná, en el que desagua.
El mismo nace cerca del aeropuerto Internacional Puerto Iguazú, en el departamento homónimo. El curso del arroyo corre con un rumbo noroeste primero, para luego tomar un rumbo suroeste, haciendo de límite oeste del parque nacional Iguazú y de límite sur del área urbana de la ciudad de Puerto Iguazú. Recibe algunos afluentes de poca importancia por su margen izquierda y desemboca en el río Paraná entre la ciudad de Puerto Iguazú y la localidad de Puerto Península.

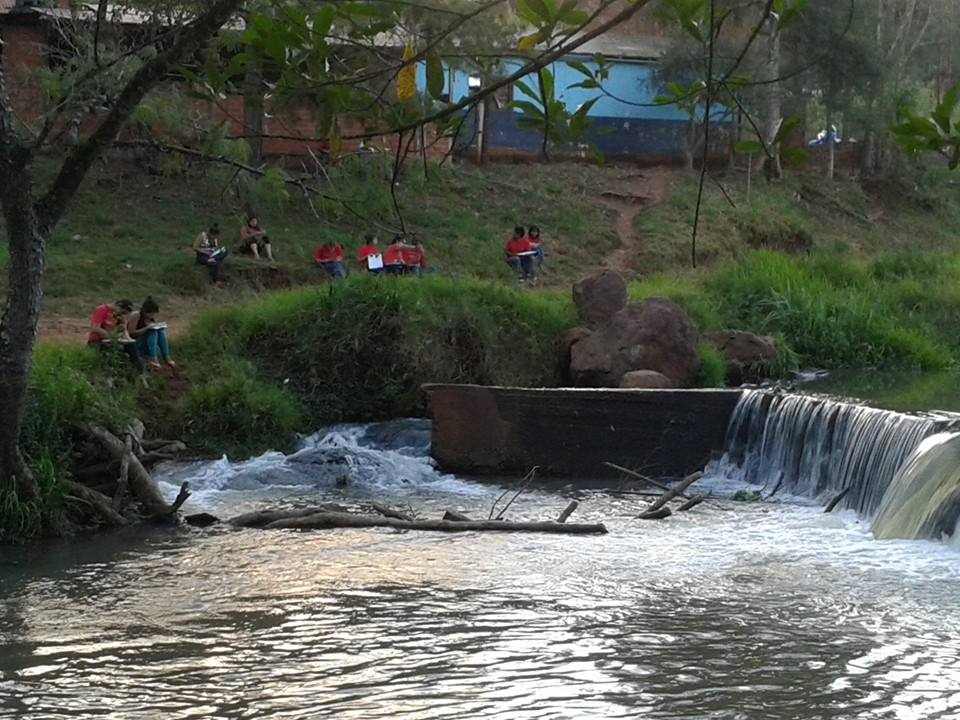
Un tramo del arroyo cruza  frente a la escuela.
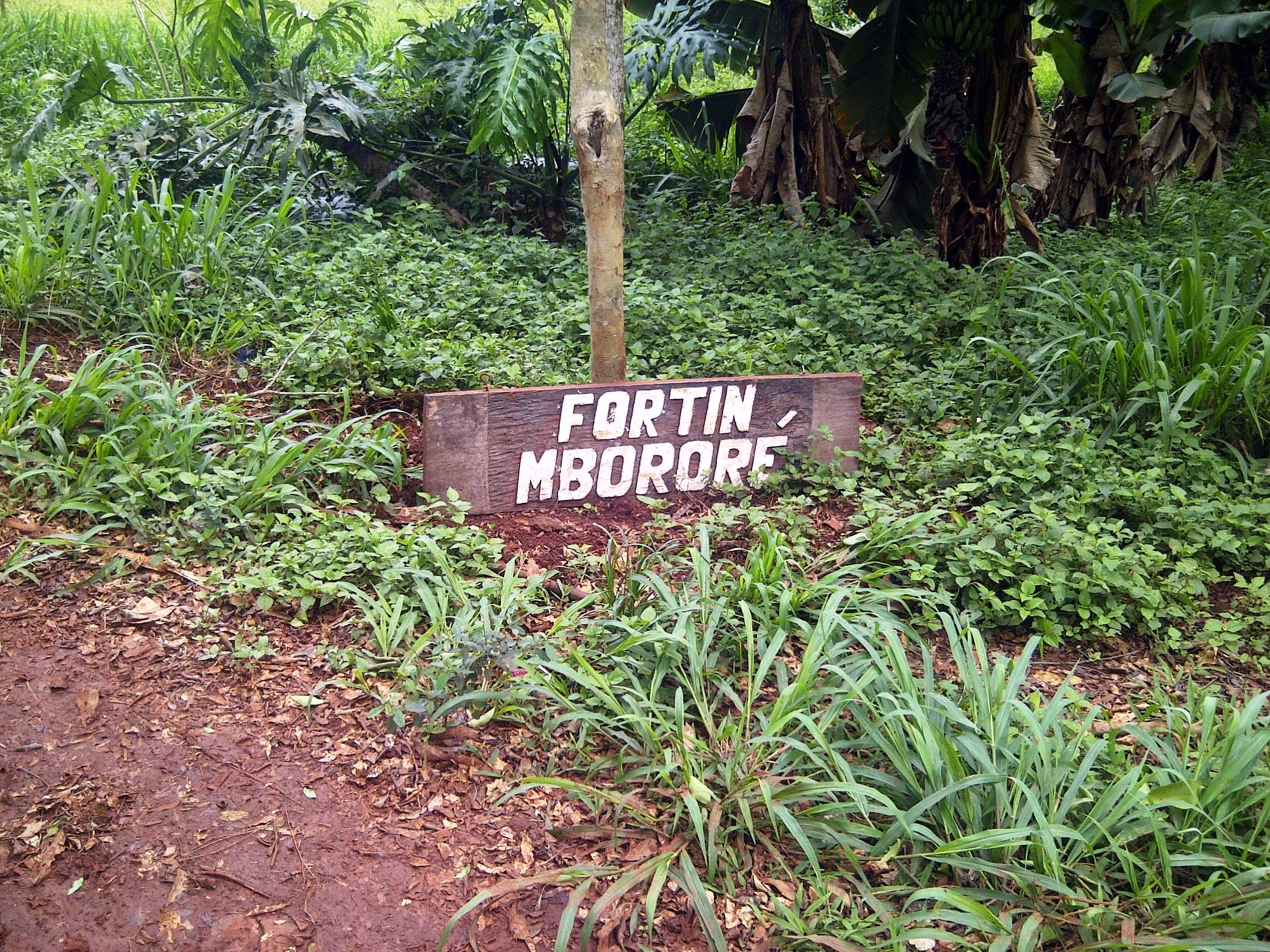
En las fotos podemos apreciar el arroyo, distintos tipos de caminos y senderos, variadas especies de árboles, trampas tradicionales, construcciones típicas y el Opy.

## La Comunidad de Fortín Mbororé
Ubicada geográficamente en la calle Posadas y Arroyo Mbokai, la Comunidad Guaraní Tekoá Fortín Mbororé conforma un área poblacional de 224 has, con aproximadamente 278 familias, es decir, un total de 1126 personas que residen en condiciones de difícil acceso a servicios básicos como salud, transporte y educación.
Fue formada a principios de la década de 1980 y oficialmente en 1985 cuando el Municipio otorgó las tierras y se obtuvo el Título de propiedad.
La propuesta turística-educativa consiste en un recorrido por la selva, los senderos y caminos que atraviesan la Comunidad Fortín Mbororé, partiendo desde la Escuela Secundaria BOP N° 111, con una presentación de su historia y de sus actores y luego reconociendo los diferentes espacios que conforman el territorio comunitario.
La propuesta integra el ambiente, lo social y lo económico y promueve el cuidado y la preservación de los recursos, la adecuada disposición de los residuos para un uso sustentable de los mismos y un ambiente sano. En este circuito se observan las diferentes especies vegetales y animales, el modo de vida  de sus habitantes y las características y materiales de las viviendas tradicionales. 
Se apunta disfrutar en armonía del medio ambiente y las expresiones culturales Mbya guaraní en relación con la naturaleza con la que se integran. Se busca brindar así¬ una actividad turística alternativa que, además de promover el desarrollo local con técnicas de bajo impacto, genere un trabajo educativo con la participación, concientización e involucramiento de alumnos del BOP 111 en tanto actores comunitarios y responsables del proyecto. 
En la actualidad, la Comunidad Fortín Mbororé se encuentra sufriendo las consecuencias de la urbanización de la zona circundante, la penetración y extracción de sus recursos, ya sea de la flora como de la fauna, con el impacto que genera en las necesidades de sus habitantes, directamente relacionadas con la subsistencia con base en la recolección, caza y pesca. En las imágenes se puede observar el avance de la deforestación hacia la zona de la Comunidad.

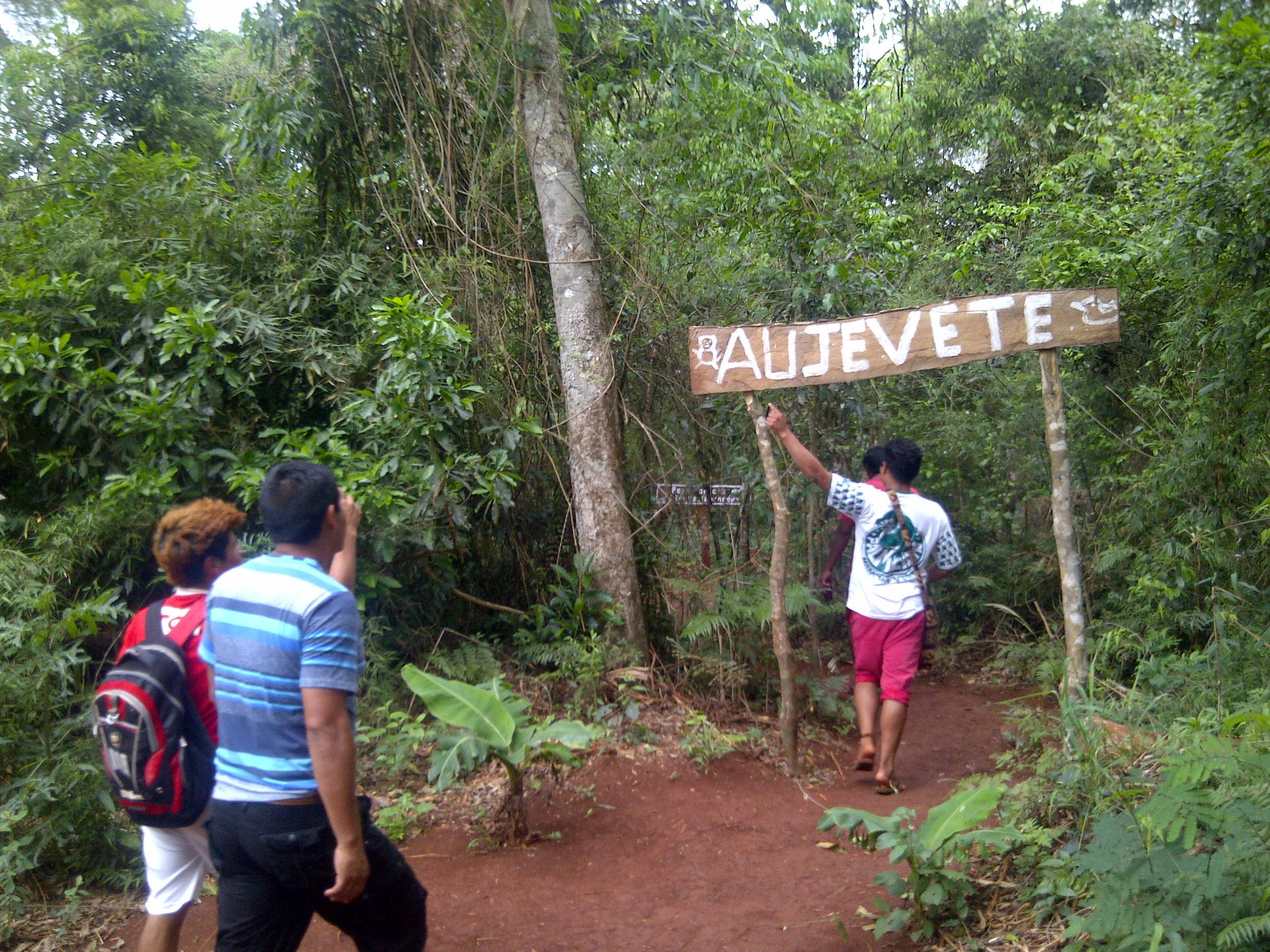
Cartel de bienvenida.
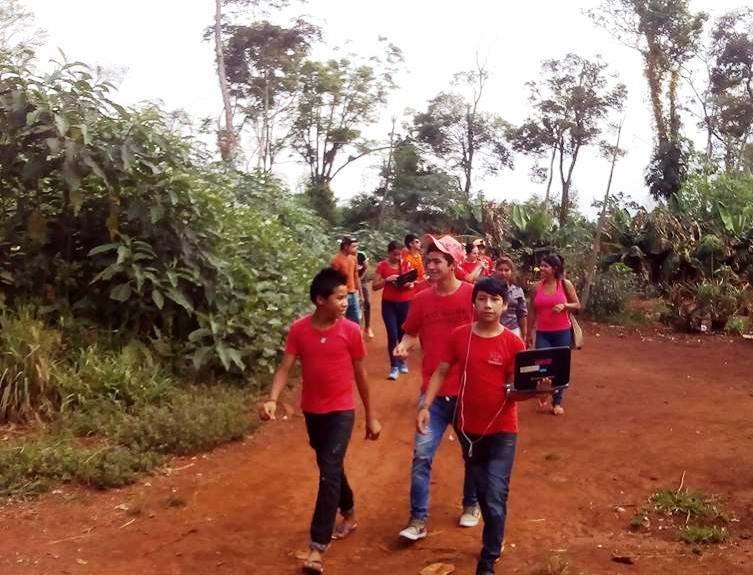
Las sendas de Mbororé.

### Trampas tradicionales
Ñuã Koty : trampa tradicional para la caza del tatú.
ñua (trampa con lazo) monde (trampa aplastante)

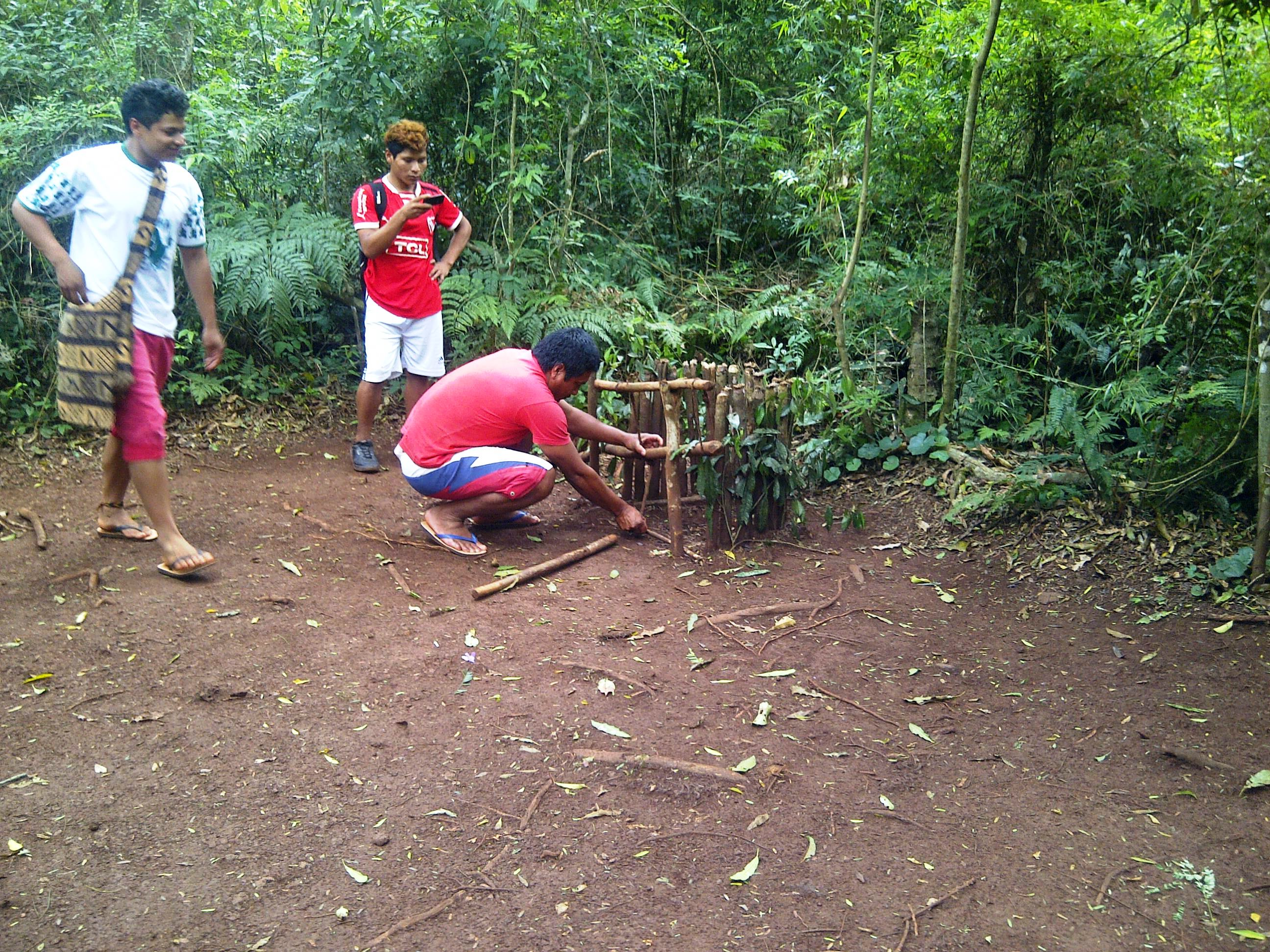
En el Sendero de Mbororé pueden encontrar diferentes tipos de trampas
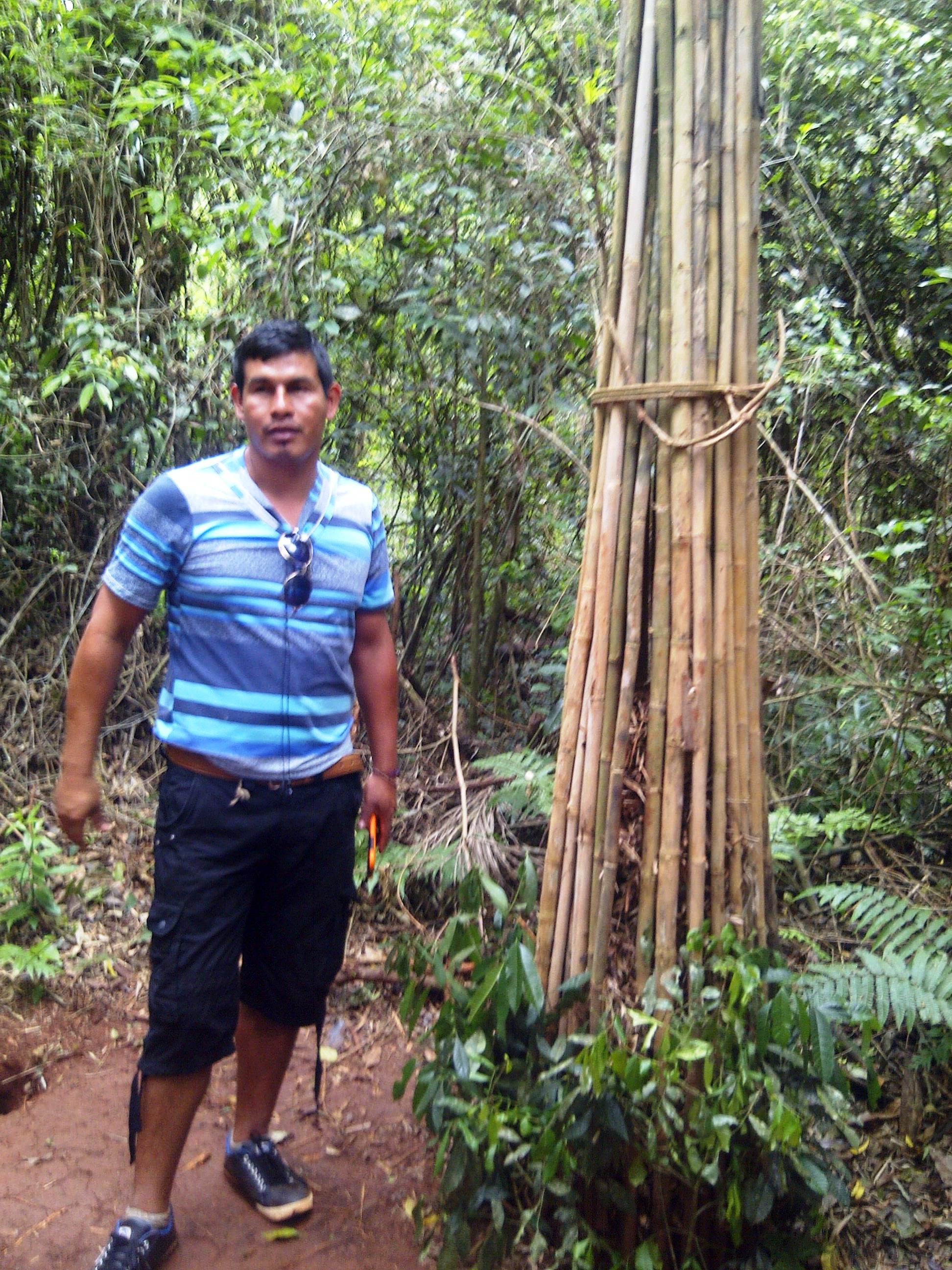
Ñuã Koty : trampa tradicional para la caza del tatú.